# Ali Akbar Dehchoda

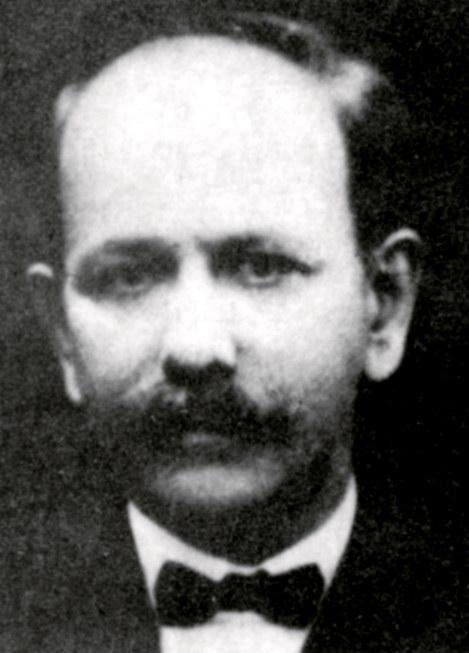
Ali Akbar Dehchoda

Ali Akbar Dehchoda (persisch علی‌اکبر دهخدا Ali Akbar Dehchodā, DMG ʿAlī Akbar Dehḫodā‎, * 1879 in Teheran; † 9. März 1956 ebenda) war ein iranischer Linguist und Autor des „Wörterbuchs von Dehchoda“ (Loghat-nāme-ye Dehchodā) - das umfangreichste Wörterbuch der persischen Sprache.

## Leben
Dehchoda wurde 1879 in Teheran geboren. Bereits mit 9 Jahren verlor er seinen Vater. Dehchoda studierte zunächst bei Scheich Gholamhossein Boroudscherdi Theologie, islamische Geschichte, Arabisch und persische Literatur. Ab 1899 besuchte er die neu in Teheran eröffnete Schule  für politische Wissenschaften. Dehchoda hatte einen Abschluss in Persischer Literatur, Arabischer und Französischer Sprache sowie einen Hochschulabschluss in Politikwissenschaften.
Seine berufliche Laufbahn begann Dehchoda 1903 als Sekretär eines iranischen Diplomaten in Österreich. Nach seiner Rückkehr in den Iran im Jahre 1905 war er ein überzeugter Demokrat, der sich, ohne zu zögern, an der Konstitutionellen Revolution beteiligte und für einen säkularen Staat eintrat. Zusammen mit Mirzā Dschahāngir Chān und Ghasem Khan gab Dehchoda zwei Jahre die Zeitung Sur-e Esrāfil  heraus. Er schrieb die Kommentare auf der ersten Seite und kritisiert politischen Despotismus, Heuchelei und Obskurantismus. Er scheute sich nicht, die Reichen anzuklagen, dass sie ihre Steuern nicht bezahlten, und wandte sich gegen die im Iran verbreitete Auffassung, dass das eigene Unglück vor allem die Schuld „fremder Mächte“ und weniger eigenes Unvermögen sei. In politischen Satiren griff er die Auffassung des Kadscharenhofes an,  dass die Wirtschaftsgesetze einer Volkswirtschaft, den Wohlstand eines Volkes durch klugen Einsatz von Arbeit, Kapital und Boden zu mehren, nicht für den Iran gelten könne. Nach allgemeiner Auffassung „fällt das Geld vom Himmel“, schrieb Dehchoda. Die Zeitung hatte mit einer Auflage von 24.000 Exemplaren einen durchschlagenden Erfolg.     
Als Mohammed Ali Schah 1908 das Parlament auflöste floh Dehchoda in die britische Botschaft und später  nach Paris und Istanbul, wo er weiterhin Artikel veröffentlichte. Als Mohammed Ali Schah 1911 endgültig den Iran verlassen musste, und die konstitutionelle Regierung wieder die Macht übernahm, kehrte Dehchodā in sein Land zurück und wurde Mitglied des neu gewählten Parlaments. 
Während des Ersten Weltkriegs verließ Dehchoda Teheran und zog in den Norden des Irans. Er hatte lediglich eine Ausgabe des französischen Wörterbuches Larousse bei sich. So beschloss er, für jeden Eintrag ein persisches Äquivalent zu finden. Die Arbeit an dem Wörterbuch Logatnameh hatte begonnen. Es sollte die Leidenschaft seines Lebens werden. Am Ende stand eine Enzyklopädie, die zu jedem Thema, jeder Person, jeder Stadt ja jedem Dorf oder Fluss im Iran einen Eintrag hatte.
1924 wurde Dehchoda Dekan der Teheraner Schule der Politischen Wissenschaften und später der Fakultät für Rechtswissenschaften der Universität Teheran. Parallel zu seiner wissenschaftlichen Tätigkeit arbeitete Dehchoda unermüdlich an seiner Enzyklopädie.
Als Mossadegh 1951 Premierminister wurde, gehörte Dehchoda zunächst zu seinen Unterstützern. In dieser Zeit verabschiedete das Parlament ein Gesetz, die Enzyklopädie Dehchodas auf Staatskosten zu veröffentlichen. Daraufhin erwarb die Regierung die Rechte an der Enzyklopädie. Nach dem Sturz Mossadeghs vermachte Dehchoda 1954 in einem Brief an das Parlament Logatnameh „dem iranischen Volk“.
Ali Akbar Dehchodā verstarb am 9. März 1956. Er liegt auf dem Friedhof Ebn-e Babooyeh in der Stadt Rey in der Nähe von Teheran begraben.

## Veröffentlichungen
Dehchoda übersetzte Montesquieus Vom Geist der Gesetze (De L'esprit des Loix) ins Persische. Er veröffentlichte außerdem das vierbändige Französisch - Persische Wörterbuch der Sprichwörter Amsal o Hekam und einige weitere Bücher. Sein Meisterwerk bleibt jedoch das bislang umfangreichste Wörterbuch der Persischen Sprache, das 15-bändige Loghat-nāme-ye Dehchodā (Wörterbuch von Dehchodā). Dr. Mohammad Moin vervollständigte die unfertigen Bände, als er von Dehchoda darum gebeten wurde. Die Fertigstellung des Wörterbuchs nahm insgesamt 45 Jahre in Anspruch.